# Blaesoxipha pontanini
Blaesoxipha pontanini är en tvåvingeart som beskrevs av Boris Borisovitsch Rohdendorf 1928. Blaesoxipha pontanini ingår i släktet Blaesoxipha och familjen köttflugor. Inga underarter finns listade i Catalogue of Life.